# Varnsdorfská stávka
Varnsdorfská stávka byla stávka, které proběhla dne 5. března 1947 proti navrácení továrny podnikateli židovského původu a německé kulturně-jazykové orientace jménem Emil Beer ve Varnsdorfu. Stávka byla úspěšná, soud zamítl žádost o navrácení továrny. Okresní soud v rozporu se svým předchozím rozhodnutím navrátit Beerovi vlastnická práva k majetku, který byl nucen prodat jako Žid po německém záboru pohraničí v říjnu 1938, vyhověl s ohledem na stávku protistraně a tento majetek prohlásil za konfiskovaný; vzal přitom v potaz, že Emil Beer se nikdy nepřihlásil k české národnosti, vždy se hlásil buďto k národnosti německé, či židovské a v úředním styku používal jazyk německý. Byl členem židovské obce, která používala německý jazyk. Emil Beer v září 1938 odešel do Anglie a v listopadu 1945 se vrátil do Československa a požadoval navrácení majetku. Dále bylo Emilu Beerovi vyčítáno, že se nezúčastnil aktivně odboje.
Stávky proti navrácení továrny se zúčastnilo 10 tisíc lidí, a stávka měla velký vliv na únorové události roku 1948.